# Sännsjölandet en Lillsjöhögen (deel van)
Sännsjölandet en Lillsjöhögen (deel van) (Zweeds: Sännsjölandet och Lillsjöhögen (del av)) is een småort in de gemeente Östersund in het landschap Jämtland en de provincie Jämtlands län in Zweden. Het småort heeft 100 inwoners (2005) en een oppervlakte van 19 hectare. Eigenlijk bestaat het småort uit twee plaatsen: Sännsjölandet en Lillsjöhögen, Lillsjöhögen behoort echter maar gedeeltelijk tot de plaats. Het småort ligt aan het meer Kråksjön, dat deel uitmaakt van een gebied met in elkaar verbinding staande meren.